# Municipio de Senguio
El municipio de Senguio es uno de los 113 municipios en que se divide el estado mexicano de Michoacán. Su cabecera es la localidad de Senguio.       

## Geografía
El municipio colinda al norte con el municipio de Maravatío; al este con el municipio de Tlapujahua y con el Estado de México; al sur con lo municipios de Angangueo y Aporo; y al oeste con el municipio de Irimbo.
Según la clasificación climática de Köppen el clima es Cwb  (templado subhúmedo de montaña con invierno seco y verano suave). Tiene una precipitación pluvial anual de 1021 milímetros cúbicos y temperaturas que varían de 8 °C a 23 °C.
| Climograma de Senguio | Climograma de Senguio | Climograma de Senguio | Climograma de Senguio | Climograma de Senguio | Climograma de Senguio | Climograma de Senguio | Climograma de Senguio | Climograma de Senguio | Climograma de Senguio | Climograma de Senguio | Climograma de Senguio |
| --- | --------------------- | --------------------- | --------------------- | --------------------- | --------------------- | --------------------- | --------------------- | --------------------- | --------------------- | --------------------- | --------------------- |
| E | F                     | M                     | A                     | M                     | J                     | J                     | A                     | S                     | O                     | N                     | D                     |
| 15 21 5 | 32 23 6               | 12 28 6               | 23 31 9               | 69 31 8               | 207 25 10             | 252 18 3              | 237 19 6              | 191 18 5              | 100 20 7              | 34 19 5               | 15 18 6               |
| temperaturas en °C • totales de precipitación en mm |                       |                       |                       |                       |                       |                       |                       |                       |                       |                       |                       |
| Conversión sistema imperial\| E \| F \| M \| A \| M \| J \| J \| A \| S \| O \| N \| D \| \| 0.6 70 41 \| 1.3 73 43 \| 0.5 82 43 \| 0.9 88 48 \| 2.7 88 46 \| 8.1 77 50 \| 9.9 64 37 \| 9.3 66 43 \| 7.5 64 41 \| 3.9 68 45 \| 1.3 66 41 \| 0.6 64 43 \| \| temperaturas en °F • totales de precipitación en pulgadas \| \| \| \| \| \| \| \| \| \| \| \| |                       |                       |                       |                       |                       |                       |                       |                       |                       |                       |                       |
| E | F                     | M                     | A                     | M                     | J                     | J                     | A                     | S                     | O                     | N                     | D                     |
| 0.6 70 41 | 1.3 73 43             | 0.5 82 43             | 0.9 88 48             | 2.7 88 46             | 8.1 77 50             | 9.9 64 37             | 9.3 66 43             | 7.5 64 41             | 3.9 68 45             | 1.3 66 41             | 0.6 64 43             |
| temperaturas en °F • totales de precipitación en pulgadas |                       |                       |                       |                       |                       |                       |                       |                       |                       |                       |                       |

| E                                                         | F         | M         | A         | M         | J         | J         | A         | S         | O         | N         | D         |
| 0.6 70 41                                                 | 1.3 73 43 | 0.5 82 43 | 0.9 88 48 | 2.7 88 46 | 8.1 77 50 | 9.9 64 37 | 9.3 66 43 | 7.5 64 41 | 3.9 68 45 | 1.3 66 41 | 0.6 64 43 |
| temperaturas en °F • totales de precipitación en pulgadas |           |           |           |           |           |           |           |           |           |           |           |

## Demografía

### Localidades
En el censo de 2020 el municipio de Senguio contaba con 61 localidades.
| Código INEGI      | Localidad         | Población (2020) |
| ----------------- | ----------------- | ---------------- |
| 160800001         | Senguio           | 2 763            |
| 160800066         | Tupátaro          | 2 303            |
| Otras localidades | Otras localidades | 14 767           |
| Total municipal   | Total municipal   | 19 833           |

## Presidentes municipales
Cronología de los presidentes municipales
| Nombre                    | Año       |
| ------------------------- | --------- |
| Gumercindo Velázquez      | 1940-1942 |
| Anlano Tello Q.           | 1943      |
| Juan González Escutia     | 1944      |
| J. Jesús Ponce R.         | 1945      |
| Isaías Sánchez            | 1946      |
| Néstor Valdespino         | 1947      |
| Agustín L. Vanegas        | 1948-1950 |
| J. Jesús Ponce R.         | 1951      |
| Antonio Velasco M.        | 1952-1953 |
| Juan Tello                | 1953      |
| Pompello Tello            | 1954-1955 |
| Agustín L. Vanegas        | 1956      |
| Adolfo González Robles    | 1957-1959 |
| Simón Ríos Quintana       | 1960-1962 |
| Moisés Esquivel Miranda   | 1963-1965 |
| Raymundo Valdespino Gómez | 1966-1968 |
| Juan Velázquez Ríos       | 1969-1971 |
| Soledad Alanis Rubio      | 1972-1974 |
| Ascensión Sánchez Bolaños | 1975-1977 |
| Guadalupe Solís Miranda   | 1978-1980 |
| Carlos Vanegas Rangel     | 1981-1983 |
| Félix Abel Hernández      | 1984-1986 |
| Marcelo Sánchez Palacios  | 1987-1989 |
| Juan García               | 1990-1992 |
| Noé Santana Palominos     | 1993-1995 |
| Herminio Rebollo Miranda  | 1996-1998 |
| Roberto Esquivel Coria    | 1999-2001 |
| Alfredo Hernández Perdomo | 2002-2004 |
| Óscar Solís Sandoval      | 2005-2007 |
| J.Jesús Hernández Mejia   | 2008-2011 |
| Mateo Coria Castro        | 2012-2015 |
| Rodolfo Quintana Trujillo | 2015-2018 |
| Rodolfo Quintana Trujillo | 2018-2021 |